# 河西豊太郎

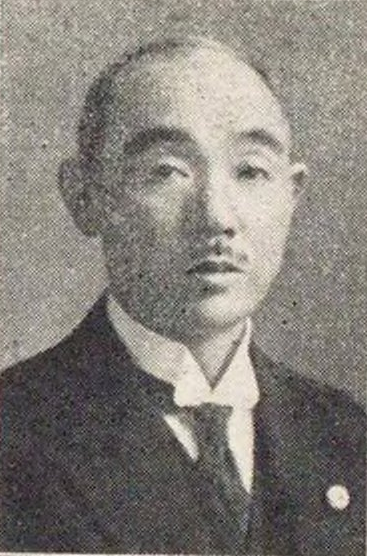
河西豊太郎

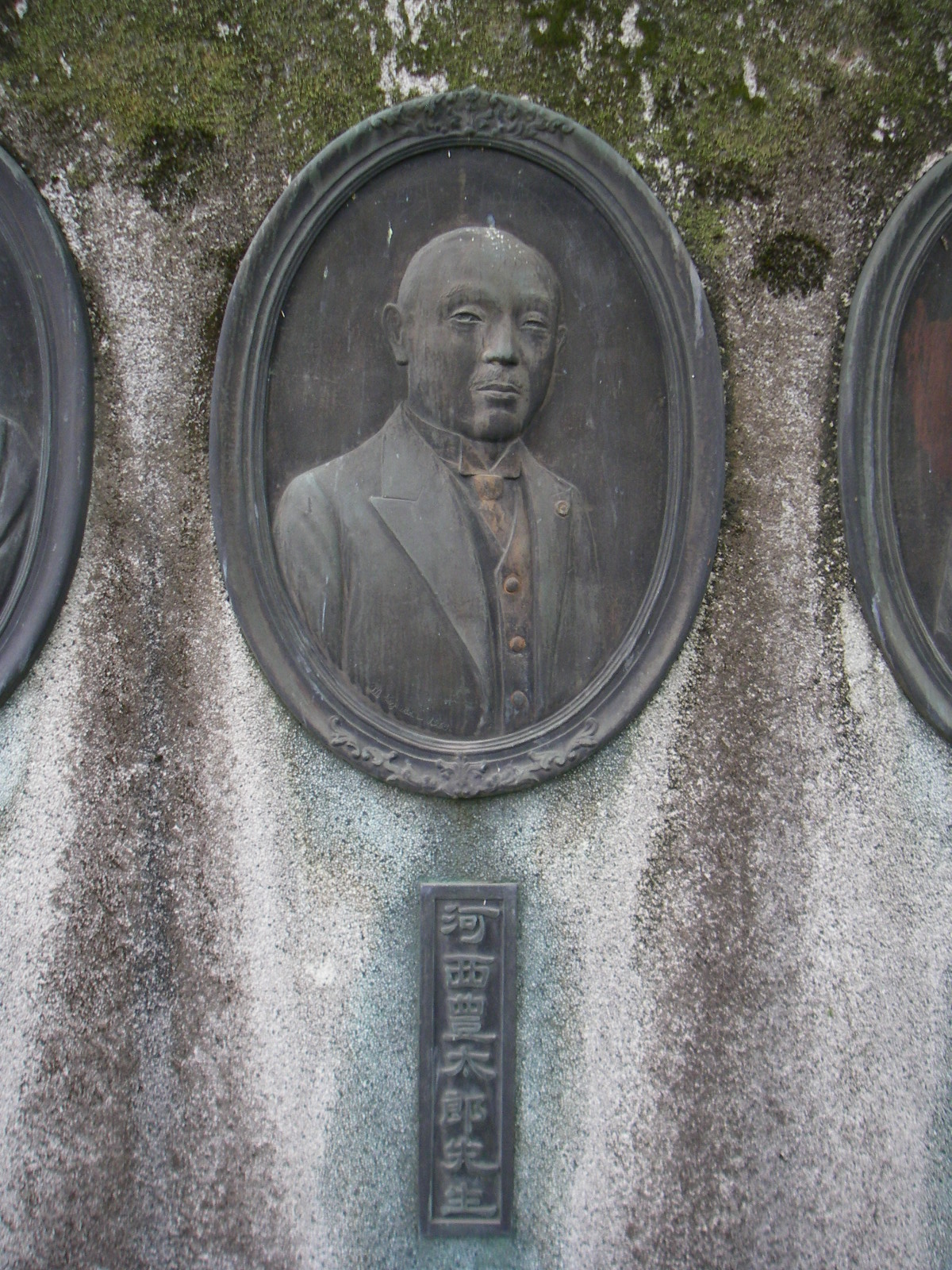
身延町の丸山公園にある河西豊太郎のブロンズ像

河西 豊太郎（かさい とよたろう、1874年（明治7年）2月18日 - 1959年（昭和34年）6月27日）は、日本の政治家・実業家。号は嘯月、三江。子に河西俊夫。息子の岳母の兄は貴族院議員 小林八右衛門。弟の岳父は貴族院議員 市川文蔵。

## 略歴
山梨県巨摩郡十日市場村（現・南アルプス市十日市場）に生まれる。十日市場村は近世から毎年2月には市立が行われ各地から商人が集った地で、河西家も十日市場村の「山久」の屋号を称する有力商家で、長百姓として村政にも携わっている。父は河西家当主の兵一郎。豊太郎は次男であるが長男は豊太郎出生の前年に死去しており、豊太郎は長男として育てられた。
幼少期に父の兵一郎は死去し、豊太郎は三恵小学校、東八代郡南八代村（現・笛吹市八代町南）の加賀美平八郎の私塾成器社に学ぶ。同門には小林一三や堀内良平らがいる。豊太郎は上京を志していたが卒業後は家業につき、一方で栃木県那須野の開拓事業に携わるが、これは失敗している。また、1891年（明治24年）には北海道開拓事業に携わっていた隣村鏡中条村の北村雄治の誘いで渡道するが、これも断念している。
その後、郷里で結婚し家業に従事していたが、豊太郎は成器舎の恩師である加賀美平八郎（嘉兵衛）の影響で政界へ入る。
豊太郎は加賀美の影響で進歩派の浅尾長慶らと知り合い、根津嘉一郎、天野董平、市川文蔵らとともに進歩派の中心的人物となる。1899年（明治32年）3月には憲政党山梨支部（自由派、明治33年以後には政友派）に対抗して結成された憲政本党支部の発足にも加わる。
1904年（明治37年）の第9回衆議院議員総選挙においては山梨県郡部から出馬した根津嘉一郎の陣営に加わり選挙を主導する。根津は憲政本党に入党し、1909年（明治42年）には1901年（明治34年）に加賀美嘉兵衛が失脚して以後弱体化していた旧進歩党を糾合して山梨同志会（民政党県支部）を結成し政友派に対抗するが、豊太郎は山梨同志会設立においても尽力する。豊太郎自身は村会議員を務めているのみであったが、1917年（大正6年）4月の第13回総選挙では自身も出馬し、当選する。
大正年間からは実業界へも進出し、1920年（大正9年）には忍野電力会社を創設し、翌1921年（大正10年）には桂川電気を創業し郡内における水力発電事業を東京電燈に統合した。大正9年（1920年）3月の第14回総選挙では、豊太郎は実業に専念するため立候補は見送っているが望月小太郎らと普通選挙実現を唱えている。
1923年（大正12年）には新聞経営を志向していた根津嘉一郎が堀内良平の斡旋で徳富蘇峰の国民新聞を買収し、豊太郎は根津の推薦で副社長に就任する。また1927年（昭和2年）には東京電燈取締役、1928年（昭和3年）には関東ガス社長、東京発電常務などを歴任し電力業界において活動した。
1928年（昭和3年）には初の普通選挙となった第16回総選挙で当選し、県政界における民政党支部の代表として政友派の田邊七六と対立する。1932年（昭和7年）の第18回総選挙において立候補せず、1941年（昭和16年）10月21日には貴族院多額納税者議員となっているが（1947年5月2日の貴族院廃止まで在任、同成会所属）、このころには政治活動から距離を置いている。1940年（昭和15年）には根津美術館の設立に携わっているほか、1944年（昭和19年）には山梨県立医学専門学校の設立に際して多額の寄付を行っている。
戦後も田辺とともに県政界において影響力をもち、1951年（昭和26年）には戦後第二回となる公選知事選挙において田辺とともに現職の吉江勝保を支持し、社会党勢力の擁立する天野久に対抗した（なお、知事選では天野が当選している）。